# Aleš Brichta
Aleš Brichta (ur. 9 sierpnia 1959 w Pradze) – czeski wokalista heavymetalowy, autor tekstów i producent muzyczny. Znany z występów w grupie muzycznej Arakain, której był założycielem. Obecnie występuje we własnym zespole Aleš Brichta Band oraz prowadzi karierę solową. Aleš Brichta jest dalekim krewnym rosyjskiego batalisty Wasilija Wasiljewicza Wierieszczagina, W. W. Wierieszczagin był wujem dziadka Brichty.

## Musicale
- 1994: Jesus Christ Superstar

## Dyskografia

### Kariera solowa
- Růže pro Algernon (1994)
- Ráno ve dveřích Armády spásy (1996)
- Hledač pokladů (1998)
- Dívka s perlami ve vlasech – Best Of (2000)
- American Bull (2001)
- Aleš Brichta 12x nej (2001) (wideo)
- American Bull – New Edition (2002)
- Anděl posledního soudu (2003)
- Legendy 2 (2004)

### Arakain
- Thrash The Trash (1990)
- Schizofrenie (1991)
- History Live (1992)
- Black Jack (1992)
- Salto Mortale (1993)
- Thrash! (1994)
- Legendy (1995)
- S.O.S. (1996)
- 15 Vol. 1 (1997)
- 15 Vol. 2 (1997)
- 15 (1997)
- Apage Satanas (1998)
- Thrash The Trash & Schizofrenie (1998)
- 15 Vol. 1&2 (1998)
- Farao (1999)
- Gambrinus Live (2000)
- Gambrinus Live (2000) (wideo)
- Forrest Gump (2001)
- Archeology (2002)
- 20 let natvrdo (2003) (książka)
- 20 let natvrdo (2003) (wideo)
- Balady (2003)
- XXV Eden (2007)

### Grizzly
- !New Spirit! (2003)

### Aleš Brichta Band
- Divadlo snů (2006)
- Nech si to projít hlavou (2007)
- Best Of: Beatová síň slávy (2008)
- Deratizer (2009)
- 50 – TESLA ARENA true live (2009)
- Grizzly (2010)

### Aleš Brichta Project
- Údolí sviní (2013)
- Anebo taky datel (2015)

### Aleš Brichta Trio
- Papírovej drak (2014)

### Projekty
- Zemětřesení (1993)
- Hattrick (2000)
- Zemětřesení – Live (2001)
- Hattrick I+II (2004)

### Kompilacje
- Dej mi víc… Olympic (1992)
- Souhvězdí Gott (1999)
- Karel Gott 70 [TV koncert] (2009)